# The Afros
The Afros – amerykańska grupa hip-hopowa.
Po raz pierwszy grupa pojawiła się w teledyskach zespołów Run DMC, Public Enemy i 3rd Bass. Nazwa jest skrótem od A Funky Rhythmical Organization Of Sound. Tematem przewodnim grupy pochodzącej z Queens, były lata '70, a w szczególności blaxploitation movies. 
Na czele formacji stali DJ Hurricane i Cool T, do których dołączył DJ Kippy-0 w popularnej w latach 70. fryzurze afro, od której też grupa zaczerpnęła nazwę. Wcześniej Hurricane pracował jako DJ dla Beastie Boys i nagrywał dla ich wytwórni Grand Royal.
Pomijając sceniczne gagi, nagrania grupy poruszały tematy polityczne, zawierały także ironiczne spojrzenie na kulturę afroamerykańską. Śpiew polegał na ripostowaniu w stylu starej szkoły, na tle mocnego, funkowego podkładu rytmicznego. 

## Albumy
- Kickin’ Afrolistics (Columbia 1990),